# Tanalt
Tanalt est une commune rurale de la province de Chtouka-Aït Baha, dans la région Souss-Massa, au Maroc.

## Géographie
Le territoire de Tanalt, d'une superficie de près de 164 km2, se situe — tout comme l'ensemble de celui de la tribu des Aït Souab dont sa population fait partie — sur le versant nord-ouest de l'Anti-Atlas occidental, à environ 120 km au sud-est de la ville d'Agadir. C'est la plus méridionale des communes de la province de Chtouka-Aït Baha et, au sein de cette province, elle est limitrophe d'Aouguenz (au nord) et d'Ida Ougnidif (au nord-est).
Ses coordonnées sont 29° 46′ 34″ N, 9° 10′ 18″ O, son code géographique 09.163.03.33 et son code postal 87552.

## Toponymie
Le nom en arabe de la commune de Tanalt est تنالت. Son nom berbère, écrit en tifinagh, est ⵜⴰⵏⴰⵍⵜ.

## Histoire
La commune de Tanalt a été créée le 2 décembre 1959 — comme 800 autres communes, lors du premier découpage communal qu'a connu le Maroc : elle était alors rattachée au cercle d'Inezgane, dans la province d'Agadir.

## Population et société

### Une population berbère
La population montagnarde de Tanalt forme, avec celle des communes d'Aouguenz et de Targua Ntouchka, la tribu berbère des Aït Souab, qui est constituée de villageois sédentaires chleuhs (relevant donc du groupe linguistique du tachelhit).

### Démographie
D'après les derniers recensements, Tanalt a perdu près de la moitié de sa population en 20 ans. Elle comprenait :
- en 1994, 4 868 habitants répartis en 1 109 ménages[11] ;
- en 2004, 3 536 répartis en 920 ménages[11] ;
- en 2014, 2 744 répartis en 847 ménages[1].

## Administration et politique
Dans le cadre de la déconcentration, la commune de Tanalt est rattachée au cercle d'Aït Baha. 

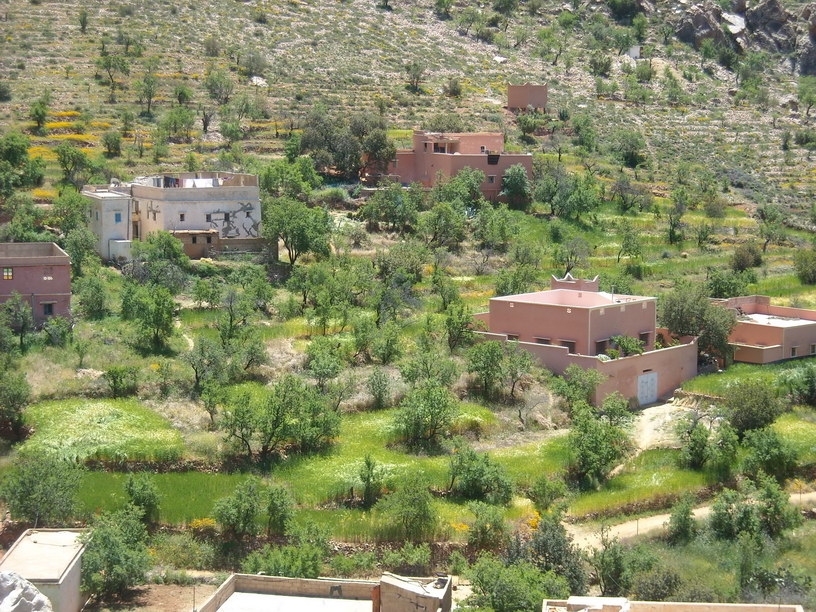
Vue de Tagzene, une localité de Tanalt électrifiée en 2010.

De 1999 à 2011, nombre de ses localités ont été mises sous tension dans le cadre du programme national d'électrification rurale :
- Aït Oumghar en 1999[13] ;
- Aït Ouaziz, Dar Ourtane, Tamdaloucht, Ifghlal, Tahmeni et Tissi en 2003[13] ;
- Adkh, Amalou, Assantar, Azourane, Imskarne, Igherm, Loudiyne, Souk Tlata Aït Yahia, Talmest, Tililane et Tissoura en 2005 ;
- Aït El Ghaz, Aït Idyr, Akal N'tiyyine, Iboughraden et Imhiln en 2006[13] ;
- Agard Ou Dad, Dou Wawij, Foussawn, Ouggouguen, Tagadirt, Tagchtrirt, Tajgalt, Tamddakort, Tayart, Assner, Azgour, Tizi, Tizzirt, Toummadiyn, Tourirt et Tagezne en 2007[13] ;
- Afa N'tanzought, Afanchich, Aguerdane, Aït Outhmane, Aït Yeftane, Anammer Oumagour, Ighil Ouzouten, Ikhssayn, Isli, Kafsis, Laksebt, Souk Tnine Toudma, Tazka, Tigounatine et Tizi Nbnoun en 2009[13] ;
- Aït Saïd Ou Hamou, Dar Oumzil, Tamza, Taourirt et Tagzene en 2010[13] ;
- Anzk et Imi N'tmlalt en 2011[13].

## Culture locale et patrimoine
- Tanalt abrite une ancienne école coranique (médersa), lieu de pèlerinage[14], ainsi qu'une oliveraie[14] dénommée Targua n’Iznaguen[15]
- Tanalt possède une tour de guet[16].
- La tradition de la tiwizi, entraide bénévole entre familles ou villages lorsque le travail agricole est dense (par exemple au moment de la récolte des olives), menée dans l'intérêt de la communauté, y décroît[15].

## Personnalités
- Mohamed Baniyahya (1939-2008),  journaliste et militant marocain, est né à Tanalt.
- Brahim Akhiat (1941-2018), écrivain et personnalité politique (grand militant de la cause Amazigh).